# エル・ムンド (スペイン)
エル・ムンド(スペイン語: El Mundo)は、スペインで発行されている日刊紙（一般紙）。紙名は「世界」を意味する。正式名称はEl Mundo del Siglo Veintiunoであり、「21世紀の世界」を意味する。スペインではエル・パイスに次いで2番目に発行部数が多く、2011年には印刷媒体で266,294部/日が発行された。マドリードに本社を置いている。

## 紙面
アンダルシア州、バレンシア州、カスティーリャ・イ・レオン州、バレアレス諸島、ビルバオなどの地域では異なる版を発行している。エル・パイス、ABCとともに記録の新聞と呼ばれる新聞のひとつである。オンライン版の読者数はスペイン最多であり、2009年には月間2,400万人がオンライン版にアクセスした。オンライン版の多くはラテンアメリカの読者であり、オンライン版はアメリカ大陸版を有している。

## 歴史

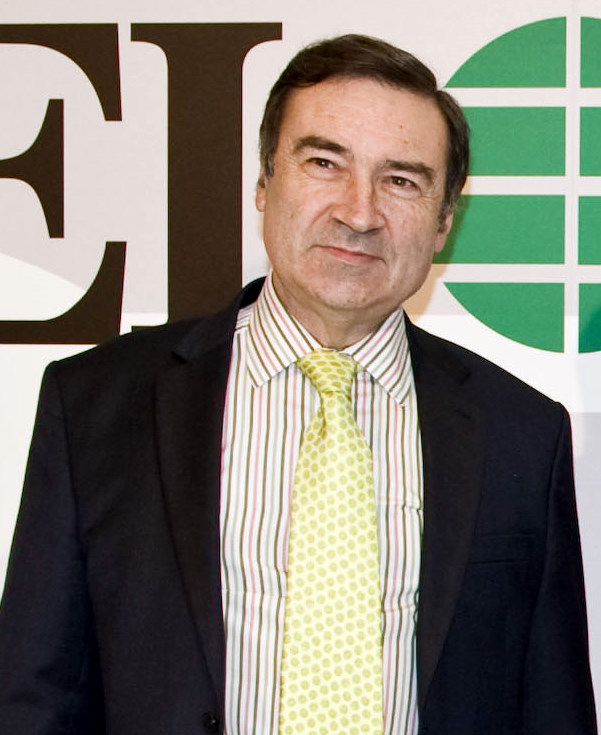
創設者のひとりであるペドロ・J・ラミーレス

1989年10月23日に創刊された。創設者のひとりであるペドロ・J・ラミーレスは民主化への移行期にジャーナリストとして飛躍した人物であり、2014年まで編集長を務めた。その他の創設者にはアルフォンソ・デ・サラス、バルビーノ・フラガ、フアン・ゴンサーレスなどがおり、いずれもディアリオ16（日刊紙）を発行するグルーポ16社を背景に持つ。エル・ムンド、マルカ（スポーツ紙）、エスパンシオン（経済紙）はいずれもイタリアの出版企業であるRCSメディアグループの傘下にあり、スペインのウニダ・エディトリアル社に権限を委譲されている。アルフォンソ・デ・サラス、フアン・ゴンサーレス、グレゴリオ・ペーナは2006年にエル・エコノミスタ（経済紙）を創刊した。

## 政治的影響
エル・ムンドはリベラル・中道右派であるとされる。エル・ムンドは数多くのスキャンダルを暴くのに重要な役割を果たしており、その中にはグアルディア・シビルの司令官によって行われた横領事件、スペイン銀行総裁によって行われたインサイダー取引や税金詐欺、国民党に対するヤミ献金疑惑のバルセナス事件 などがある。フェリペ・ゴンサレス首相に率いられたスペイン社会労働党と反テロリスト解放グループ(GAL)とのつながりを明らかにしたのもエル・ムンドの調査報道であり、この報道は1996年のスペイン総選挙で社会労働党が敗北する要因となった。
2004年3月11日のマドリード列車爆破テロ事件後、エル・ムンド、ラ・ラソンの両新聞、地域テレビチャンネルのテレマドリード、ラジオ局のカデーナCOPEは、スペインの司法が爆破事件について下した裁定に矛盾が含まれていたと主張した。エル・パイス、ABCの両新聞、ラジオ局のカデーナSERなどはこの問題に関して巧みな世論操作を行ったとしてエル・ムンドなどのメディアを非難した。今日においても爆破事件と司法捜査の結果はスペインで議論の対象となっている。

## 注目された報道
- 2004年に韓国を「韓国は4228年間にわたって中国の植民地だった」「韓半島は長い歴史のなかで数多くの侵略を受けてきた。中国に1895年まで属していたが、1910年の韓日合併までの15年間にわたって独立を味わったりもした」「建国時点である紀元前2333年から日清戦争の1895年までの4228年間にわたって中国の属国だった」と報道し、日本が中国の植民地だった韓国を救ったように報道した[10][11][12]。この報道についてVANKのパク・ギテ団長は「韓国が元々中国植民地だったと伝えた米CNNテレビ、平壌を中国植民地だと紹介したヒストリーチャンネルなどのケースと同じ脈絡のもの」だとして、「中国が東北工程のグローバル戦略の一環に、全世界のメディア通じて韓国歴史の歪曲を展開している証拠」と批判している[11]。